# The Robots of Death
The Robots of Death (Les robots de la mort) est le quatre-vingt-dixième épisode de la première série de la série télévisée britannique de science-fiction Doctor Who. L'épisode fut originellement diffusé en quatre parties, du 29 janvier au 19 février 1977.

## Accroche
Après avoir atterri sur un cargo de minage chargé de collecter du minerais sur une planète désertique, le Docteur et Leela se retrouvent au milieu d'une unité de mineurs composés d'hommes et de robots. Un meurtre ayant lieu juste après leur arrivée, le Docteur et Leela se retrouvent accusés.

## Distribution
- Tom Baker — Le Docteur
- Louise Jameson — Leela
- Russell Hunter — Uvanov
- Pamela Salem — Toos
- David Bailie — Dask
- David Collings — Poul
- Brian Croucher — Borg
- Tania Rogers — Zilda
- Rob Edwards — Chub
- Tariq Yunus — Cass
- Gregory de Polnay — D.84
- Miles Fothergill — S.V.7
- Mark Blackwell Baker, John Bleasdale, Mark Cooper, Peter Langtry, Jeremy Ranchev, Richard Seager — Les Robots

## Résumé
Sur une planète distante et inconnue, une compagnie minière est en train d'extraire des minerais précieux. L'équipe se compose de neuf humains et de nombreux robots, les "Dubm" qui ne parlent pas, les Vocs qui ont une fonction intermédiaire et les "Super Voc" qui contrôlent les autres robots. Une tempête est annoncée, ce qui met tous les humains au travail, celle-ci étant une des occasions où le minerai le plus lourd risque de remonter à la surface. Un des humains, un météorologiste nommé Chub, s'en va chercher du matériel lourd à la réserve et semble être intrigué par le comportement d'un robot. Il sera retrouvé plus tard étranglé.
Au même moment, le TARDIS se matérialise dans un des tanks de la compagnie. Le Docteur et Leela sortent du vaisseau au milieu d'une tempête tandis que le TARDIS est enlevé par une pince géante. Ils sont alors ramenés par deux robots qui les amènent dans un salon. Le Docteur décide de partir rechercher le TARDIS, et lors d'une escapade, Leela découvre le corps de Chub emmené par deux robots. Les autres humains ayant appris la mort d'un de leur collègue, ils se soupçonnent d'abord entre eux avant d'apprendre la nouvelle que des intrus sont arrivés dans la base et rejettent leur suspicion sur eux. Avant qu'ils ne soient interrogés, le Docteur trouve le corps d'un second homme, Kerril, dans un silo dans lequel il a failli périr et Leela retrouve le corps d'un troisième, Cass, après avoir discuté avec un robot étrange. La découverte de chacun d'entre eux près d'un cadavre augmente la suspicion des hommes de la compagnie.
Le commandant de la base, Uvanov, ordonne qu'ils soient sévèrement sanglés. Mais un des autres humain, Poul, pense qu'ils sont innocents et les libère secrètement. Le Docteur pense que les robots ne sont pas étrangers à ces meurtres, et tous enquêtent sur les conditions dans lesquelles Chub aurait pu être tué. Pendant leurs recherches, une femme du nom de Zilda est tuée et son dernier message diffusé sur les haut-parleurs semble accuser Uvanov. Poul le retrouve tenant le corps de Zilda dans ses bras et le confine dans ses quartiers.
Pendant ce temps là, la machine minière de la compagnie semble être devenue folle et Borg, l'homme responsable de son contrôle, est retrouvé mort lui aussi. Tous les contrôles semblent avoir été sabordés et le Docteur sauve les mineurs de l'attaque des machines incontrôlables en coupant le courant des moteurs. Le vaisseau réussit à repartir. Pendant que Leela panse les plaies de Toos, Pool explique qu'Uvanov a causé, il y a dix ans, la mort d'un de ses hommes et que celui-ci était le frère de Zilda. Le Docteur interroge D84 le robot au comportement étrange qui s'avère être un robot enquêteur envoyé avec Poul par la compagnie minière qui suspecte la présence de Taren Capel, un fanatique souhaitant la libération des robots. Leela se fait enfermer par Poul. Capel semble priver les robots de leur directive première faisant d'eux des tueurs et il ordonne que Toos, le Docteur et Leela soient assassinés. Leela parvient à s'enfuir et retrouve Pool en état de peur extrême, tandis que le Docteur et D84 retrouvent une machine destinée à modifier les directives des robots.
Le Docteur ordonne que les humains restant se regroupent dans une salle à l'écart des robots. Ils sont alors attaqués par des robots commandés par Dask, l'humain restant, qui s'avère être Taren Capel. Le Docteur parvient à démanteler un robot endommagé afin de créer un désactivateur. Il cache Leela à l'intérieur de l'atelier de Capel avec une bonbonne d'hélium. D84 utilise le désactivateur afin de tuer les robots et se sacrifie lui-même tandis que Capel se fait tuer par ses propres machines qui n'ont pas reconnu sa voix à la suite de l'envoi d'hélium. Un vaisseau de secours est envoyé pour récupérer les humains tandis que le Docteur et Leela repartent avec le TARDIS.

### Continuité
- C'est la dernière apparition de la console secondaire du TARDIS, introduite dans « The Masque of Mandragora ».
- Leela tient la même arme qu'elle possédait à la fin de l'épisode précédent.
- Le Docteur dit être insensible à l'hélium à cause de son système respiratoire supérieur à celui des humains et déjà évoqué dans « Spearhead from Space » et « Terror of the Zygons ».
- Le Docteur offre à Borg un "Jelly Baby".

## Production

### Écriture
L'épisode fut demandé à Chris Boucher au moment où il finissait d'écrire « The Face of Evil » car l'épisode qui devait suivre “The Lost Legion” ("la légion perdue") fut repoussé et le personnage de Leela devant rester plus longtemps que prévu, Boucher était celui qui connaissait le mieux le personnage. L'épisode était une idée du script-éditor (responsable des scénarios) Robert Holmes autour d'une société robotisée et eu pour titres de travail Planet Of The Robots” ("la planète des robots") “The Storm-Mine Murders” ("les tueurs des mines aux tempêtes".)
En tant que grand amateur de science fiction, Boucher s'inspira de Clifford D. Simak nommée "Bathe Your Bearings In Blood!" dans laquelle une révolte des robots était organisé par des éléments extérieurs, des lois de la robotiques d'Isaac Asimov, et de Dune de Frank Herbert concernant l'extrait de minerais dans le sable. L'enchaînement des meurtres s'inspira de la structure du livre d'Agatha Christie dix petits nègres. Le nom des personnages s'inspire même des auteurs : Uvanov est inspiré d'Asimov, Poul de Poul Anderson et Taren Capel de Karel Čapek l'inventeur du terme "robot."
L'épisode pris son nom définitif de "The Robots of Death" que vers septembre 1976. Le scénario, jugé trop mince, se complexifia avec l'histoire du frère de Zilda

### Casting
- À cause de sa présence dans cet épisode et dans le précédent, des rumeurs suggéraient que l'actrice Pamela Salem deviendrait la nouvelle assistante du Docteur, celle-ci ayant été un temps pressentie pour jouer le rôle de Leela[4]. Elle reviendra jouer le rôle du professeur Rachel Jensen dans « Remembrance of the Daleks ».
- David Collings (Poul) était déjà apparu dans le rôle de Vorus dans « Revenge of the Cybermen » et réapparaîtra dans le rôle de Mawdryn dans « Mawdryn Undead », il jouera aussi le rôle du Docteur dans des pièces audiophoniques.

### Tournage
Le réalisateur engagé pour cet épisode fut Michael Briant qui avait tourné « Revenge of the Cybermen » deux ans auparavant. Appréciant assez peu le script, Briant décida de montrer sa vision de la science fiction et s'accompagna du dessinateur Ken Sharp et de la costumière Elizabeth Waller afin de donner un côté "art déco" à l'épisode. Il s'agira de son dernier tournage pour Doctor Who, une série pour laquelle il dira ne pas aimer tourner.
Le tournage commença par des plans de maquettes dans les studios télévisé d'Ealing du 3 au 5 novembre 1976, ainsi que la scène où le Docteur est enterré vivant à la fin de la première partie, qui fut filmée le 3. Tom Baker trouvait la résolution de l'intrigue (où le Docteur se fait secourir par un SV7) assez stupide et souhaitait tourner une scène où le Docteur réussissait à ouvrir la porte avec son pied. Cela provoqua une dispute entre Baker et Briant qui se résolut lorsque Briant affirma que le producteur amené à remplacer Philip Hinchcliffe, Graham Williams serait sur les lieux du tournage.
N'ayant aucun tournage en extérieur, les tournages en studio commencèrent les 22 et 23 novembre 1976 au studio 8 du Centre Televisuel de la BBC pour l'enregistrement des deux premières parties ainsi que les scènes se déroulant dans la salle de réunion et dans le bureau du commandant. La deuxième session de tournage eu lieu du 5 au 7 décembre et se concentra sur les deux dernières parties. Tom Baker insérera dans l'épisode l'idée de "syndrome de Grimwade" en parlant de la phobie des robots en clin d'œil à Peter Grimwade, un assistant de production qui se plaignait souvent des épisodes avec des robots.

## Diffusion et Réception
| Épisode                                                                                                  | Date de diffusion | Durée | Téléspectateurs en millions | Archives            |
| --- | ----------------- | ----- | --------------------------- | ------------------- |
| Épisode 1                                                                                                | 29 janvier 1977   | 24:06 | 12,8                        | Bandes couleurs PAL |
| Épisode 2                                                                                                | 5 février 1977    | 24:15 | 12,4                        | Bandes couleurs PAL |
| Épisode 3                                                                                                | 12 février 1977   | 23:51 | 13,1                        | Bandes couleurs PAL |
| Épisode 4                                                                                                | 19 février 1977   | 23:42 | 12,6                        | Bandes couleurs PAL |
| Diffusé en quatre parties du 29 janvier au 19 février 1977, l'épisode fit un excellent score d'audience. |                   |       |                             |                     |

### Critiques
En 1995 dans le livre "Doctor Who : The Discontinuity Guide", Paul Cornell, Martin Day, et Keith Topping trouvent que le scénario est "l'un des meilleurs qui ai été écrit" et approuvent la façon dont il a été grandit par le design, le jeu d'acteur et la réalisation. Les auteurs de "Doctor Who : The Television Companion" (1998) sont du même avis et décrivent l'épisode comme un "véritable classique" et saluent l'idée d'une décoration art déco.
En 2010, Mark Braxton de Radio Times remarque quelques erreurs de productions mais approuve par-dessus tout le design, la voix des robots et la musique. Il trouve l'histoire "extraordinaire" malgré une certaine froideur entre Tom Baker et Louise Jameson qui se sent à l'écran. Sur le site DVD Talk, Ian Jane est bien moins positif et donne à l'épisode la note de 3,5 sur 5. Il trouve que l'épisode est une "histoire de meurtres mystérieux assez standard" même s'il trouve que celui-ci apporte de "nombreux moments d'amusement" et qu'il apprécie le jeu de Baker et Jameson. Charlie Jane Anders du site io9 recommande l'épisode estimant qu'il "risque de devenir l'un de mes épisodes "classique" préféré." 

## Novélisation
L'épisode fut novélisé sous le titre Doctor Who and the robots of death par Terrance Dicks et publié en mai 1979. Il porte le numéro 53 de la collection Doctor Who des éditions Target Book. Ce roman reste l'un des plus cours et comporte une erreur grossière, le personnage de Cass étant décrite dans une salle de réunion un chapitre après s'être fait tuée. Ce roman n'a connu aucune traduction à ce jour mais fut publié en 1986 aux États-Unis dans un livre nommé "The Further Adventures of Doctor Who" reprenant trois épisodes de Doctor Who sous forme de roman : « The Deadly Assassin » « The Face of Evil » et « The Robots of Death. »

## Éditions commerciales
L'épisode n'a jamais été édité en français, mais a connu plusieurs éditions au Royaume-Uni et dans les pays anglophones.
- L'épisode est sorti en VHS en avril 1986 dans un format omnibus où les épisodes sont collés bout à bout et dans un format épisodique en février 1995.
- Il eut droit à une sortie en DVD le 13 novembre 2000, puis une édition spéciale avec de nombreux bonus le 13 février 2012 dans un coffret contenant « The Tomb of the Cybermen » et « The Three Doctors. » L'édition contient plusieurs pistes de commentaires audio, la première de Philip Hinchcliffe et Chris Boucher, la seconde de Tom Baker, Louise Jameson, Pamela Salem et Michael E. Briant, ainsi qu'un documentaire sur la production de l'épisode et un documentaire comique sur la "robophobie."